# Haus Dr. Diekmann

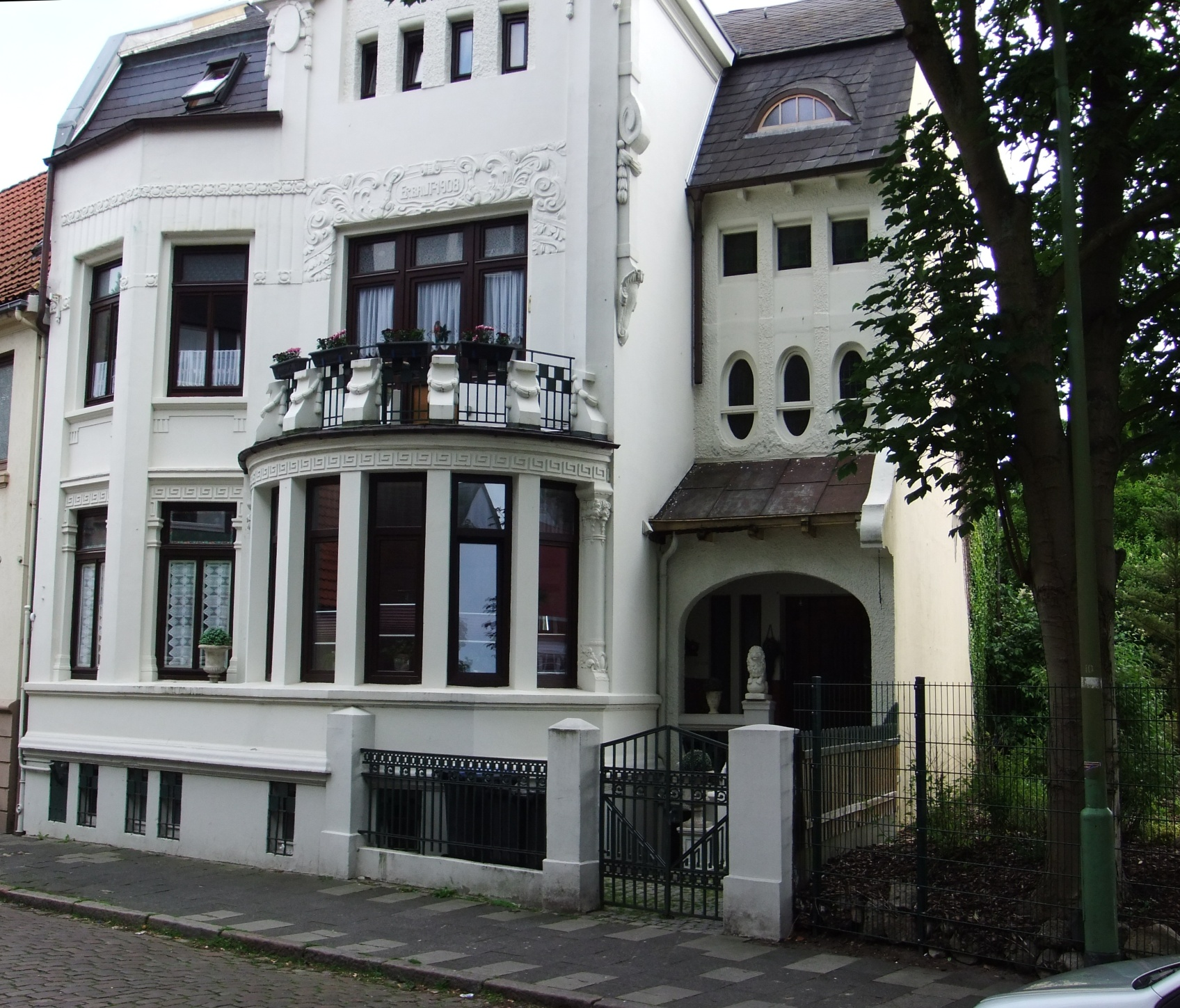
Haus Dr. Diekmann

Das Haus Dr. Diekmann in Bremerhaven-Lehe, Ortsteil Klushof, Neue Straße 4, entstand 1908 nach Plänen von Adolf Fischer.
Das Gebäude steht seit 1976 unter Bremer Denkmalschutz.

## Geschichte
In der Epoche der Jahrhundertwende im Reformstil und Jugendstil entstand 1908 das zweigeschossige Wohn- und Praxishaus für den Arzt A. Diekmann, mit Sockelgeschoss, Mansarddach und rundem Erker. Das Wappen im geknickten, dreigeschossigen Zwerchgiebel zeigt deshalb den Äskulapstab.
Das Gebäude nahe der Langen Straße wird zurzeit (2018) als Wohnhaus genutzt.
Der Architekt Fischer hat u. a. auch das Wohnhaus Hafenstraße 153 in Lehe entworfen.